# Tamping Mojo
Tamping Mojo is een bestuurslaag in het regentschap Jombang van de provincie Oost-Java, Indonesië. Tamping Mojo telt 4244 inwoners (volkstelling 2010).